# Prix Paulette-Chevrier
Le Prix Paulette-Chevrier est une prix littéraire québécois annuel, créé en 2013 en remplacement du Concours du loisir littéraire. Il récompense les meilleurs textes publié dans la revue Le Passeur par un membre de la Fédération québécoise du loisir littéraire. 
Ce prix accorde deux bourses de 200$ et tous les genres littéraires sont acceptables.
Il est nommé en l'honneur de la fondatrice de la Fédération québécoise du loisir littéraire, anciennement nommée Jeunesses littéraires du Canada Français, fondée en 1961 par sœur Paulette Chevrier.

## Lauréats
- 2013 : Monique Pagé - L'enfant et Claude Drouin - Les sirènes[1]
- 2014 : Lise Chevrier - Pour vous[4]
- 2016 : Jean-Luc Proulx - Innah ahhh innah ihhh (La cantate des pierres) et Lise Chevrier - Le poète et la mort
- 2017 : Thérèse Tousignant - Aimer l'eau
- 2018 : France Bonneau - Des yeux purs
- 2019 : Anne Leblanc - La magie de la pluie
- 2020 : Mélissa Meunier - Écoute-moi me taire!
- 2024 : Eric Brazeau - Le nuancier de brume